# 野球スリランカ代表
野球スリランカ代表（やきゅうスリランカだいひょう）は、スリランカにおける野球のナショナルチームである。青年海外協力隊などの指導を受けている。
高校生にあたる世代もAAAアジア野球選手権大会に代表チームを送り込み、勝利を挙げている。

## 歴史
2002年に行われた、第5回アジアン・カップに出場。中国、タイに敗れたが、シンガポール相手に大量得点を奪い、国際大会初勝利。
2004年の第6回アジアン・カップでは、1勝4敗で最下位。
2006年にパキスタンで行われた、第7回アジアン・カップにも出場。1勝3敗で4位であった。
2009年の第8回アジアン・カップではタイを3－1で破るなどグループリーグを2勝1敗の2位で突破。準決勝では4-7でインドネシアに敗れたものの、3位決定戦では香港に6-5と接戦の末、勝利し、スリランカ野球史上初の国際大会での3位入賞を果たした。
2012年・2013年、第10回・第11回西アジアン・カップ準優勝。いずれもパキスタンに敗れた。
2015年、第11回東アジアン・カップ3位。準優勝のインドネシアと同じ3勝を挙げた。

## 国際大会

### ワールド・ベースボール・クラシック
| 回 | 年   | 開催地                                                                       | 順位   |
| -- | ---- | ---------------------------------------------------------------------------- | ------ |
| 1  | 2006 | アメリカ合衆国の旗 · 日本の旗 · プエルトリコの旗                             | 不参加 |
| 2  | 2009 | アメリカ合衆国の旗 · 日本の旗 · プエルトリコの旗 · メキシコの旗 · カナダの旗 | 不参加 |
| 3  | 2013 | アメリカ合衆国の旗 · 日本の旗 · プエルトリコの旗 · 中華民国の旗              | 不参加 |
| 4  | 2017 | アメリカ合衆国の旗 · 日本の旗 · 大韓民国の旗 · メキシコの旗                  | 不参加 |
| 5  | 2023 | アメリカ合衆国の旗 · 日本の旗 · 中華民国の旗                                 | 不参加 |
| 6  | 2026 |                                                                              |        |

### オリンピック
| 回 | 年   | 開催地     | 順位     |
| -- | ---- | ---------- | -------- |
| 26 | 1992 | バルセロナ | 不参加   |
| 27 | 1996 | アトランタ | 不参加   |
| 28 | 2000 | シドニー   | 不参加   |
| 29 | 2004 | アテネ     | 予選敗退 |
| 30 | 2008 | 北京       | 予選敗退 |
| 33 | 2021 | 東京       | 予選敗退 |

### WBSCプレミア12
| 回 | 年   | 開催地                                                | 順位         |
| -- | ---- | ----------------------------------------------------- | ------------ |
| 1  | 2015 | 日本の旗 · 中華民国の旗                               | 参加資格無し |
| 2  | 2019 | 日本の旗 · 中華民国の旗 · 大韓民国の旗 · メキシコの旗 | 参加資格無し |
| 3  | 2024 | 日本の旗 · 中華民国の旗 · メキシコの旗                | 参加資格無し |

## 歴代監督
- 植田一久
- 後田剛史郎
- 漆原伸也
- 渡辺泰眞